# نیتدال
نیتدال (به لاتین: Nittedal) یک شهرداری در نروژ است که در آکرشوس واقع شده‌است. نیتدال ۱۸۶ کیلومتر مربع مساحت و ۱۹٬۷۲۲ نفر جمعیت دارد.